# Montu
Montu era um deus falcão guerra na antiga religião egípcia, uma personificação da vitalidade conquistadora do faraó. Era particularmente adorado no Alto Egito e no distrito de Tebas.
[Ramessés II] a quem a vitória foi predita quando saiu do útero,
A quem o valor foi dado enquanto estava no ovo,
Touro de coração firme enquanto pisa na arena,
Rei piedoso avançando como Montu no dia da vitória. Estela de Bentrexe

## Nome
O nome de Montu, mostrado em hieróglifos egípcios à direita, é tecnicamente transcrito como mntw (que significa "Nômade"). Devido à dificuldade em transcrever vogais egípcias, muitas vezes é realizado como Monte, Montju, Mente ou Mentu.

## Papel e características
Um deus muito antigo, Montu era originalmente uma manifestação do efeito abrasador de Rá, o sol – e como tal frequentemente aparecia sob o epíteto Montu-Rá. A destrutividade dessa característica o levou a ganhar características de guerreiro e, eventualmente, a se tornar um deus da guerra amplamente reverenciado. Os egípcios pensavam que Montu atacaria os inimigos de Maate (isto é, da verdade, da ordem cósmica) enquanto inspirava, ao mesmo tempo, gloriosas façanhas bélicas. É possível que Montu-Rá e Atum-Rá simbolizassem os dois reinados, respectivamente, do Alto e do Baixo Egito. Quando ligado a Hórus, o epíteto de Montu era "Hórus do Braço Forte". Por causa da associação de touros furiosos com força e guerra, os egípcios também acreditavam que Montu se manifestava como um touro branco de focinho preto chamado Buquis (helenização do Baca original: um touro vivo reverenciado em Hermontis) - a tal ponto que, no Época Baixa (séculos VII-IV a.C.), Montu também foi retratado com uma cabeça de touro. Este touro sagrado especial tinha dezenas de servos e usava coroas e babadores preciosos.
Na arte egípcia, Montu era retratado como um homem com cabeça de falcão ou de touro, com a cabeça encimada pelo disco solar (por causa de sua ligação conceitual com Rá) com um ureu duplo ou singular, e duas penas. O falcão era um símbolo do céu e o touro era um símbolo de força e guerra. Também podia empunhar várias armas, como uma espada curva, uma lança, arco e flechas ou facas: essa iconografia militar foi difundida no Reino Novo (séculos XVI a XI a.C.). Montu teve vários consortes, incluindo as pouco conhecidas deusas tebanas Tenenete e Iunite, e uma forma feminina de Rá, Rate-Taui. Também foi reverenciado como um dos patronos da cidade de Tebas e de suas fortalezas. Os soberanos da 11.ª Dinastia (c. 2134–1991 a.C.) escolheram Montu como divindade protetora e dinástica, inserindo referências a ele em seus próprios nomes. Por exemplo, quatro faraós foram chamados de Mentuotepe, que significa "Montu (Mentu) está satisfeito":
- Mentuotepe I (c. 2135 a.C.)
- Mentuotepe II (c. 2061–2010 a.C.)
- Mentuotepe III (ca.  2010–1998 a.C.)
- Mentuotepe IV (ca.  1998–1991 a.C.)

Os Gregos associaram Montu ao seu deus da guerra Ares – embora isso não tenha impedido sua assimilação a Apolo, provavelmente devido ao brilho solar que o distinguia.

## Montu e os faraós em guerra

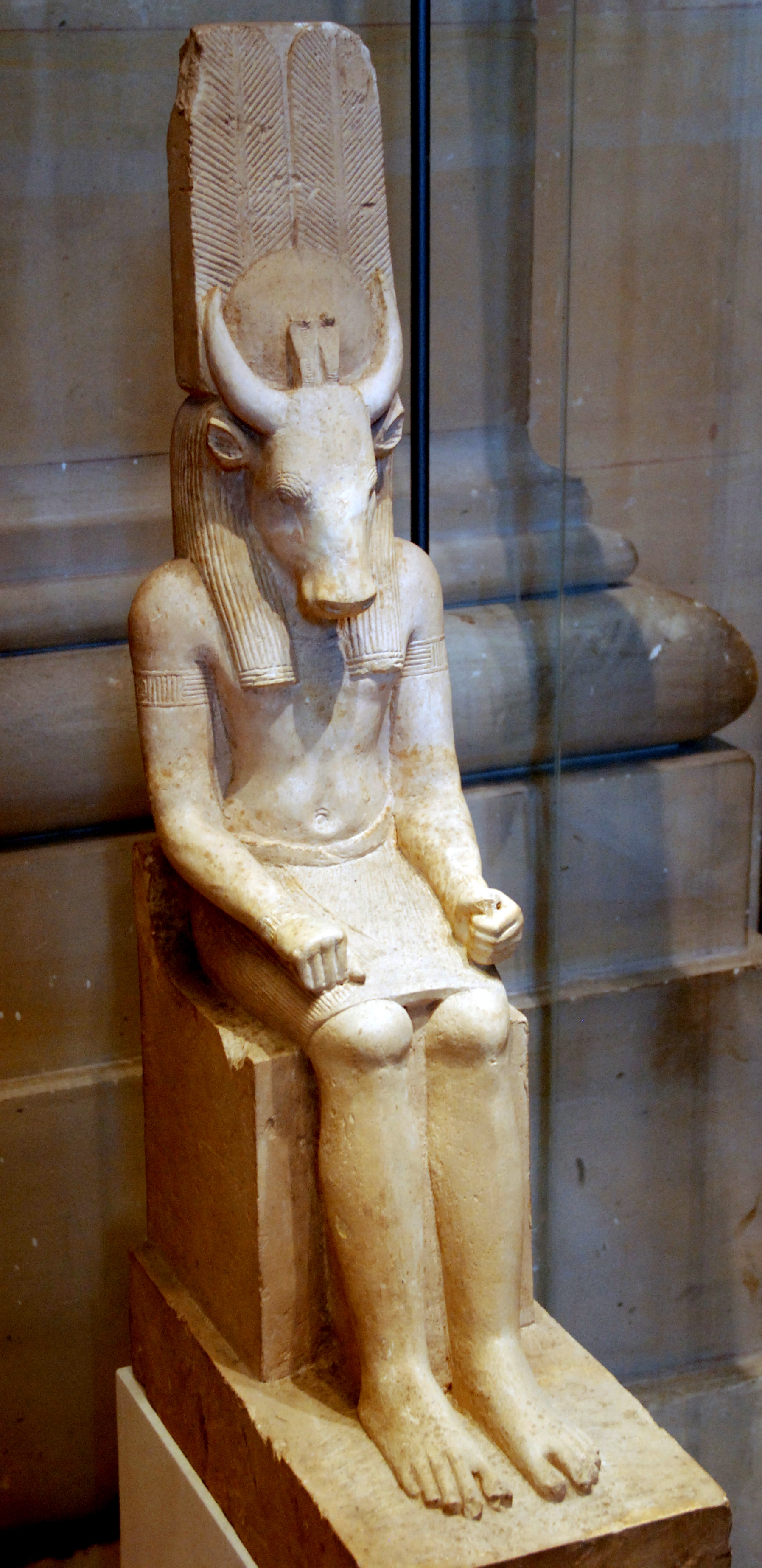
Estátua ptolomaica (século IV/I a.C.) de Montu com cabeça de touro, símbolo de valor militar, exposta no Louvre, Paris

O culto deste deus militar gozou de grande prestígio sob os faraós da 11.ª dinastia, cujo expansionismo e sucessos militares levaram, por volta de 2 055 a.C., à reunificação do Egito, o fim de um período de caos conhecido hoje como o Primeiro Período Intermediário. Esta parte da história egípcia, conhecida como Reino Médio (c. 2055–1650 a.C.), foi um período em que Montu assumiu o papel de deus supremo - antes de ser gradualmente superado pelo outro deus tebano, Amom, destinado a tornou-se a divindade mais importante do panteão egípcio.
A partir da 11.ª Dinastia, Montu foi considerado o símbolo dos faraós como governantes, conquistadores e vencedores, bem como o seu inspirador no campo de batalha. Os exércitos egípcios eram encimados pelas insígnias dos "quatro Montu" (Montu de Tebas, de Hermontis, de Medamude e de Tode: os principais centros de culto ao deus), todos representados enquanto pisoteavam e perfuravam os inimigos com uma lança numa pose combativa clássica. Um machado de batalha cerimonial, pertencente ao conjunto funerário da rainha Aotepe II, Grande Esposa Real do faraó guerreiro Camósis (c. 1555–1550 a.C.), que viveu entre a 17.ª e a 18.ª dinastia, representa Montu como um orgulhoso grifo alado: um iconografia claramente influenciada pela mesma origem siríaca que inspirou a arte minoica.
Os maiores reis-generais do Egito se autodenominavam "Touro Poderoso", "Filho de Montu", "Montu está com seu braço forte/direito" (Montuerquepexefe: que também era o nome de um filho de Ramessés II, de um dos Ramessés III e um de Ramessés IX). Tutemés III (c. 1479–1425 a.C.), "o Napoleão do Egito", foi descrito nos tempos antigos como um "Valente Montu no campo de batalha". Uma inscrição de seu filho Amenófis II (r. 1427–1401 a.C.) lembra que o faraó de dezoito anos foi capaz de atirar flechas em alvos de cobre enquanto dirigia uma carruagem de guerra, comentando que tinha a habilidade e a força de Montu. O neto deste último, Amenófis III (c. 1388–1350 a.C.), autodenominava-se "Montu dos Governantes", apesar de seu próprio reinado pacífico. Na narrativa da Batalha de Cades (c. 1 274 a.C.), Ramessés II - que orgulhosamente se autodenominava "Montu das Duas Terras" - teria visto o inimigo e "enfurecido contra eles como Montu, Senhor de Tebas".
[...] sua majestade passou pela fortaleza de Tiaru, como Montu quando ele sai. Todos os países tremiam diante dele, o medo estava em seus corações [...] A bela vigília em vida, prosperidade e saúde, na tenda de sua majestade, estava nas montanhas ao sul de Cades. Quando sua majestade apareceu como a ascensão de Rá, assumiu os adornos de seu pai, Montu. [...] Inscrições de Cades

## Templos

### Medamude

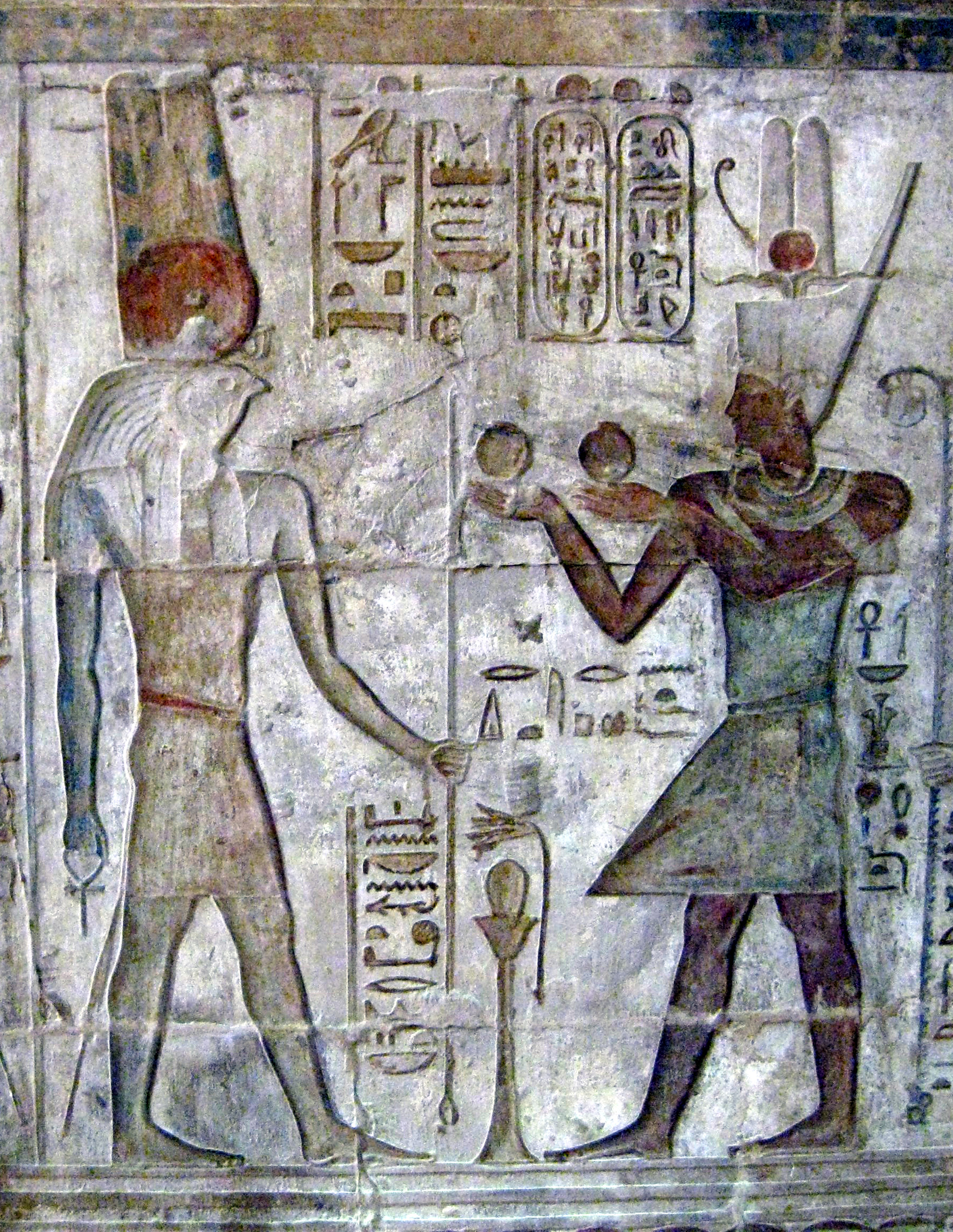
adorando Montu - no "Lugar da Verdade" de Deir Almedina

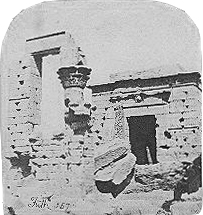
Ruínas do templo de Hermontis em foto do século XIX

O complexo do Templo de Montu em Medamude, o antigo Medu, a menos de cinco quilômetros a nordeste da atual Luxor, foi construído pelo faraó Sesóstris III (c. 1878–1839 a.C.) da 12.ª Dinastia, provavelmente num local sagrado preexistente do Reino Antigo. O pátio do templo foi usado como moradia para o touro Buquis, reverenciado como uma encarnação de Montu. A entrada principal ficava a nordeste, enquanto um lago sagrado provavelmente ficava no lado oeste do santuário. O edifício consistia em duas seções distintas e adjacentes, talvez um templo ao norte e um templo ao sul (casas dos sacerdotes). Foi construído em tijolos brutos, enquanto a cela mais interna da divindade foi construída em pedra esculpida. O complexo templário de Medamude passou por importantes restaurações e reformas durante o Reino Novo e nos períodos ptolomaico e romano.

### Hermontis
Em Hermontis, o antigo Iuni, existia um Templo de Montu, pelo menos desde a 11.ª Dinastia, que pode ter sido nativo de Hermontis. Mentuotepe II é o seu primeiro construtor conhecido, mas o complexo original foi ampliado e embelezado durante a 12.ª dinastia, a menos conhecida 13.ª Dinastia (c. 1803–1649 a.C.), e mais tarde no Reino Novo (especialmente sob Tutemés III). Ramessés II (r. 1279–1213 a.C.) e seu filho Merneptá (r. 1213–1203 a.C.) da 19.ª Dinastia adicionaram colossos e estátuas. Foi desmantelado, exceto por um pilar, na Época Baixa (século VII-IV a.C.) - mas um novo templo foi iniciado pelo rei Nectanebo II (r. 360–342 a.C.), o último faraó nativo do Egito, e continuado pelos Ptolomeus. No século I a.C., Cleópatra (r. 51–30 a.C.) construiu ali um mammisi e um lago sagrado em homenagem a seu filho, o muito jovem Ptolomeu XV Cesarião. O edifício permaneceu visível até 1861, quando foi demolido para reaproveitar seu material na construção de uma fábrica de açúcar; no entanto, águas-fortes, gravuras e estudos anteriores (por exemplo a Napoleônica Description de l'Égypte) mostram sua aparência. Apenas os restos do pilar de Tutemés III ainda são visíveis - além das ruínas de duas entradas, uma das quais foi construída sob o imperador/faraó romano do século II, Antonino Pio. Além disso, no grande complexo de Hermontis havia o Buqueu, necrópole dos touros sagrados Buquis. O primeiro sepultamento de um Buquis nesta necrópole especial remonta ao reinado de Nectanebo II (c. 340 a.C.), enquanto o último ocorreu na época do imperador/faraó Diocleciano (c. 300).

### Carnaque e Uronarti
No grande Complexo do Templo de Carnaque, ao norte do monumental Templo de Amom, Amenófis III construiu um recinto sagrado para Montu. Outro templo foi dedicado a ele na fortaleza pouco conhecida de Uronarti (perto da Segunda Catarata do Nilo, especificamente ao sul dela) durante o Reino Médio.